# Bolma boucheti
Bolma boucheti is een slakkensoort uit de familie van de Turbinidae. De wetenschappelijke naam van de soort is voor het eerst geldig gepubliceerd in 2011 door Alf & Kreipl.